# خوسيه أنطونيو سوتو
خوسيه أنطونيو سوتو هو قانوني وأستاذ جامعي وكاتب وسياسي إسباني، ولد في 9 أكتوبر 1938 في بونتيفيدرا في إسبانيا، وتوفي في 8 سبتمبر 2017 في مدريد في إسبانيا. نشط حزبياً في اتحاد الوسط الديمقراطي. في الانتخابات العامة الإسبانية 1989 ‏، انتخب عضو مجلس النواب الإسباني ‏ عن دائرة A Coruña (Congress of Deputies constituency) ‏ خلال فترته النيابية ‏ (13 نوفمبر 1989 – 29 يونيو 1993) وانتخب عمدة سانتياغو دي كومبوستيلا ‏ (1979 – 1981).